# Автар Сінґг Согал
Автар Сінґг Согал (22 березня 1938) — кенійський хокеїст на траві. Грав за клуб «Сімба Юніон» з Найробі. Увійшов до складу збірної Кенії на літніх Олімпійських іграх 1960 в Римі, де вона посіла 7-ме місце. Грав на позиції захисника, зіграв 6 матчів і забив 3 голи (два у ворота збірної Італії, один — Великої Британії). Учасник літніх Олімпійських ігор 1964 в Токіо, де його збірна посіла 6-те місце. Грав на позиції захисника, зіграв 8 матчів і забив 3 голи (по одному у ворота збірних Пакистану, Нової Зеландії та Великої Британії). Був капітаном команди. Учасник літніх Олімпійських ігор 1968 в Мехіко, де його збірна посіла 8-ме місце. Грав на позиції захисника, зіграв 2 матчі, голів не забивав. Був капітаном команди. Учасник літніх Олімпійських ігор 1972 в Мюнхені, де його збірна посіла 13-те місце. Грав на позиції захисника, зіграв 7 матчів і забив 1 гол у ворота збірної Аргентини. Був капітаном команди.